# Johann August Nösselt
Johann August Nösselt (Halle, 2 maggio 1734 – Halle, 11 marzo 1807) è stato un teologo tedesco.

## Biografia
A partire dal 1751 studiò teologia presso l'Università di Halle, dove uno dei suoi insegnanti fu Siegmund Jakob Baumgarten (1706-1757). Nel 1755-56 intraprese un lungo viaggio di studio in Germania, Svizzera e Francia, per poi tornare a Halle, dove nel 1760 divenne professore associato di teologia. Nel 1764 ottenne il titolo di "professore ordinario" a Halle.
Nösselt era in alleanza con la popolare filosofia dell'età dell'Illuminismo della sua era ed inoltre è considerato un rappresentante significativo per quanto riguarda la partenza dall'ortodossia protestante pietista del XVIII secolo e la sua rigida interpretazione grammaticale e storica delle scritture bibliche. Durante la sua vita fu conosciuto per il suo lavoro nel campo dell'esegesi del Nuovo Testamento.

## Opere
È stato autore di tre raccolte di scritti esegetici intitolati "Opusculorum ad interpretationem Sacrarum Scripturarum fasciculi" (numero I-1785, numero II-1787 e numero III-1803). 
Altre note opere di Nösselt sono:
- Verteidigung der Wahrheit und Göttlichkeit der christlichen Religion, 1766 - Defense of the truth and divinity of the Christian religion.
- Anweisung zur Bildung angehender Theologen, 1785 - Instructions for the formation of upcoming theologians.
- Erklärung der Theologischen Facultät zu Halle über Dr. Bahrdt's Appellation an das Publikum, 1785 - Declaration of the theological faculty at Halle on Karl Friedrich Bahrdt's appeal to the audience.

Nel 1776 e 1790 pubblicò il giornale Hallischen gelehrten Zeitung.